# Hard Rock Stadion
A Hard Rock Stadion a floridai Miami Gardensben található stadion. Otthont ad a National Football League-ben (NFL) szereplő Miami Dolphins-nak és a Miami Egyetem amerikai futball csapatának, a Miami Hurricanes-nek.
A stadionban rendeztek hat Super Bowlt (XXIII, XXIX, XXXIII, XLI, XLIV és LIV), a 2010-es Pro Bowlt, az 1997-es és a 2003-as World Series-t, négy BCS National Championship Game-et (2001, 2005, 2009 és 2013), egy CFP National Championshipet (2021), illetve a WrestleMania XXVIII-t.
Ezek mellett itt játsszák az évente megrendezett az Orange Bowlt, illetve a Miami Open tenisz tornát. 2022 óta a stadion is része a Formula–1 miami nagydíjnak. Több mérkőzést is fognak itt rendezni a 2026-os labdarúgó-világbajnokságon.
1987-ben nyílt meg Joe Robbie Stadion néven és azóta több különböző elnevezése is volt: Pro Player Park, Pro Player Stadion, Dolphins Stadion, Dolphin Stadion, Land Shark Stadion és Sun Life Stadion. 2016 augusztusában a csapat eladta a stadion elnevezési jogát a Hard Rock Cafe Inc.-nek 250 millió dollárért.

## Fontos események

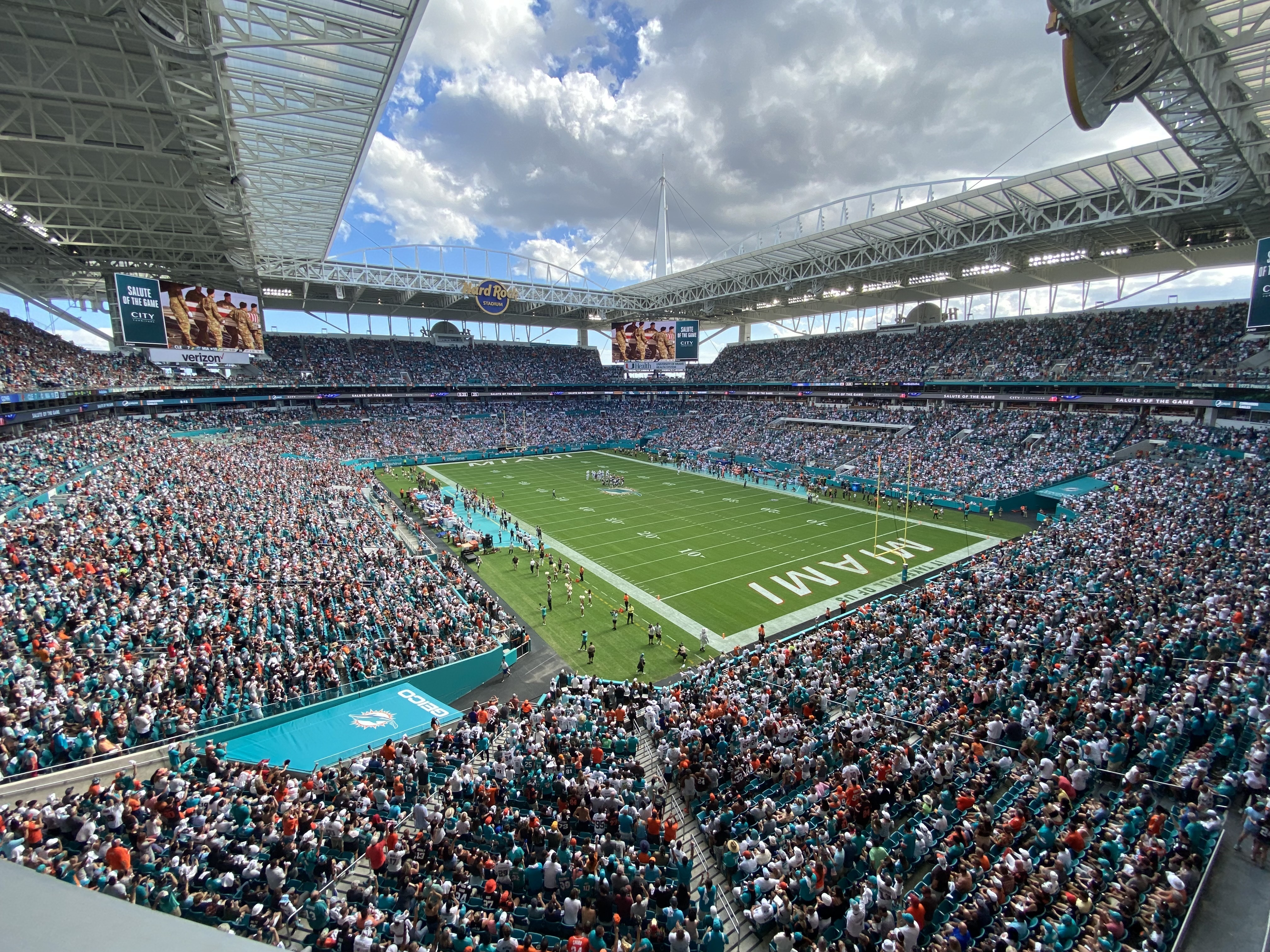
A stadion belseje

### NFL
A stadionban tartottak hat Super Bowlt (XXIII, XXIX, XXXIII, XLI, XLIV és LIV) és a 2010-es Pro Bowlt.
A 2007-es Super Bowl XLI idején esőzés volt, mikor az Indianapolis Colts legyőzte a Chicago Bears-t, a második félidőben a székek 30%-a üres volt.
2010-ben az NFL azzal fenyegette a stadion működtetőit, hogy nem fogják figyelembe venni a jövőben a Super Bowl vagy a Pro Bowl rendezéséra, ha nem újítják fel a stadiont. Ezek közül az egyik egy tető volt, hogy ne legyenek 2007-hez hasonló problémák. 2016-ban építettek egy tetőt a stadionra, ami védte a nézőteret az esőtől, de a pályát nem takarta.
Korábban, tekintve, hogy a pálya keleti–nyugati irányba fekszik, az északi nézőteret kitette a floridai melegnek. Ez akkora probléma lett, hogy Stephen Ross, aki a csapat és a stadion tulajdonosa, megkérte az NFL-t, hogy az összes hazai mérkőzés 16:00 után kezdődjön, amikor a meleg már enyhült. Annak ellenére, hogy tudta, hogy a stadion szokatlan elhelyezkedése előnyt ad a hazai csapatnak a meleg miatt, Ross ezt hajlandó volt elengedni, hogy a jövőben rendezhessenek még Super Bowlt és, hogy a rajongóknak kényelmesebb legyen a mérkőzések látogatása.
2021-ben megnyitották a csapat edzőközpontját közvetlenül a stadion mellett.
| Dátum            | Super Bowl | Vendég csapat       | Ered. | Hazai csapat        | Nézőszám |
| ---------------- | ---------- | ------------------- | ----- | ------------------- | -------- |
| January 22, 1989 | XXIII      | Cincinnati Bengals  | 16–20 | San Francisco 49ers | 75 597   |
| January 29, 1995 | XXIX       | San Diego Chargers  | 26–49 | San Francisco 49ers | 74 107   |
| January 31, 1999 | XXXIII     | Denver Broncos      | 34–19 | Atlanta Falcons     | 74 803   |
| February 4, 2007 | XLI        | Indianapolis Colts  | 29–17 | Chicago Bears       | 74 512   |
| February 7, 2010 | XLIV       | New Orleans Saints  | 31–17 | Indianapolis Colts  | 74 059   |
| February 2, 2020 | LIV        | San Francisco 49ers | 20–31 | Kansas City Chiefs  | 62 417   |

### WrestleMania XXVIII
2012. április 1-én a stadion adott otthont a WrestleMania XXVIII-nek. Ez volt a második WrestleMania, amit Floridában tartottak és a harmadik kültéren. Az esemény $67 millió dollár bevételt hozott, a nézőszám 78 363 fő volt, ami rekordnak számít a stadion történetében.

### Labdarúgás
A stadionban több meccset is fognak rendezni a 2026-os világbajnokságon, ahol a Miami Gardens Stadion nevet fogja viselni.
| Dátum                | Vendég csapat       | Eredmény | Pályaválasztó csapat | Nézőszám |
| -------------------- | ------------------- | -------- | -------------------- | -------- |
| 1994. február 18.    | Kolumbia            | 0–0      | Svédország           | 15 676   |
| 1994. február 18.    | Bolívia             | 1–1      | Egyesült Államok     | 15 676   |
| 1994. február 20.    | Bolívia             | 0–2      | Kolumbia             | 20 171   |
| 1994. február 20.    | Svédország          | 3–1      | Egyesült Államok     | 20 171   |
| 2011. augusztus 3.   | FC Barcelona        | 1–4      | Guadalajara          | 70 080   |
| 2011. október 8.     | Honduras            | 0–1      | Egyesült Államok     | 21 900   |
| 2012. február 29.    | Kolumbia            | 2–0      | Mexikó               | 51 615   |
| 2012. július 28.     | AC Milan            | 1–0      | Chelsea              | 57 748   |
| 2013. február 6.     | Guatemala           | 1–4      | Kolumbia             | 25 000   |
| 2013. június 8.      | Haiti               | 1–2      | Spanyolország        | 36 535   |
| 2013. július 12.     | Haiti               | 2–0      | Trinidad és Tobago   | 28 713   |
| 2013. július 12.     | Salvador            | 0–1      | Honduras             | 28 713   |
| 2013. augusztus 6.   | Juventus            | 1–1      | Inter Milan          | 38 513   |
| 2013. augusztus 6.   | Everton             | 0–1      | Valencia             | 38 513   |
| 2013. augusztus 7.   | AC Milan            | 2–0      | LA Galaxy            | 67 273   |
| 2013. augusztus 7.   | Chelsea             | 1–3      | Real Madrid          | 67 273   |
| 2013. november 16.   | Brazília            | 5–0      | Honduras             | 71 124   |
| 2014. június 4.      | Anglia              | 2–2      | Ecuador              | 21 534   |
| 2014. június 7.      | Honduras            | 0–0      | Anglia               | 45 379   |
| 2014. június 9.      | Ghána               | 4–0      | Dél-Korea            | 7 000    |
| 2014. augusztus 4.   | Manchester United   | 3–1      | Liverpool            | 51 014   |
| 2014. szeptember 5.  | Brazília            | 1–0      | Kolumbia             | 73 429   |
| 2017. július 26.     | Paris Saint-Germain | 2–3      | Juventus             | 44 444   |
| 2017. július 29.     | FC Barcelona        | 3–2      | Real Madrid          | 66 014   |
| 2018. március 23.    | Horvátország        | 0–2      | Peru                 | 60 000   |
| 2018. július 28.     | Bayern München      | 2–3      | Manchester City      | 29 195   |
| 2018. július 31.     | Manchester United   | 2–1      | Real Madrid          | 64 141   |
| 2018. szeptember 7.  | Kolumbia            | 2–1      | Venezuela            | 34 048   |
| 2018. október 12.    | Chile               | 0–3      | Peru                 | 34 016   |
| 2019. augusztus 7.   | FC Barcelona        | 2–1      | SSC Napoli           | 57 062   |
| 2019. szeptember 6.  | Kolumbia            | 2–2      | Brazília             | 65 232   |
| 2019. november 15.   | Peru                | 0–1      | Kolumbia             | 36 063   |
| 2022. szeptember 23. | Argentína           | 3–0      | Honduras             | 64 420   |

## Elnevezése
| Név                   | Időszak                                   |
| --------------------- | ----------------------------------------- |
| Joe Robbie Stadion    | 1987. augusztus 16. – 1996. augusztus 25. |
| Pro Player Park       | 1996. augusztus 26. – 1996. szeptember 9. |
| Pro Player Stadion    | 1996. szeptember 10. – 2005. január 9.    |
| Dolphins Stadion      | 2005. január 10. – 2006. április 7.       |
| Dolphin Stadion       | 2006. április 8. – 2009. május 7.         |
| Land Shark Stadion    | 2009. május 8. – 2010. január 5.          |
| Dolphin Stadion       | 2010. január 6. – 2010. január 19.        |
| Sun Life Stadion      | 2010. január 20. – 2016. január 31.       |
| New Miami Stadion     | 2016. február 1. – 2016. augusztus 16.    |
| Hard Rock Stadion     | 2016. augusztus 17. – napjainkig          |
| Miami Gardens Stadion | 2026-os labdarúgó-világbajnokság          |